# Räcknitz
Räcknitz – osiedle Drezna, położone w południowej części miasta.
Miejscowość po raz pierwszy wzmiankowana w 1305 jako osada o słowiańskiej nazwie Rekenicz. W 1813 w Räcknitz stoczono część walk bitwy pod Dreznem. Tu śmiertelne rany odniósł francuski generał Jean Victor Marie Moreau. W 1814 ustawiono we wsi upamiętniający go pomnik. W 1834 wieś zamieszkiwało 55 osób, a w 1890 – 381 osób. W lipcu 1902 została włączona w granice Drezna. Po włączeniu do miasta do dwudziestolecia międzywojennego rozwijało się tu budownictwo willowe i wielorodzinne. W jednej z zabytkowych willi mieści się współcześnie rektorat Uniwersytetu Technicznego w Dreźnie.
Räcknitz graniczy z osiedlami Zschertnitz, Kleinpestitz, Plauen i Südvorstadt.

Typowa zabytkowa zabudowa
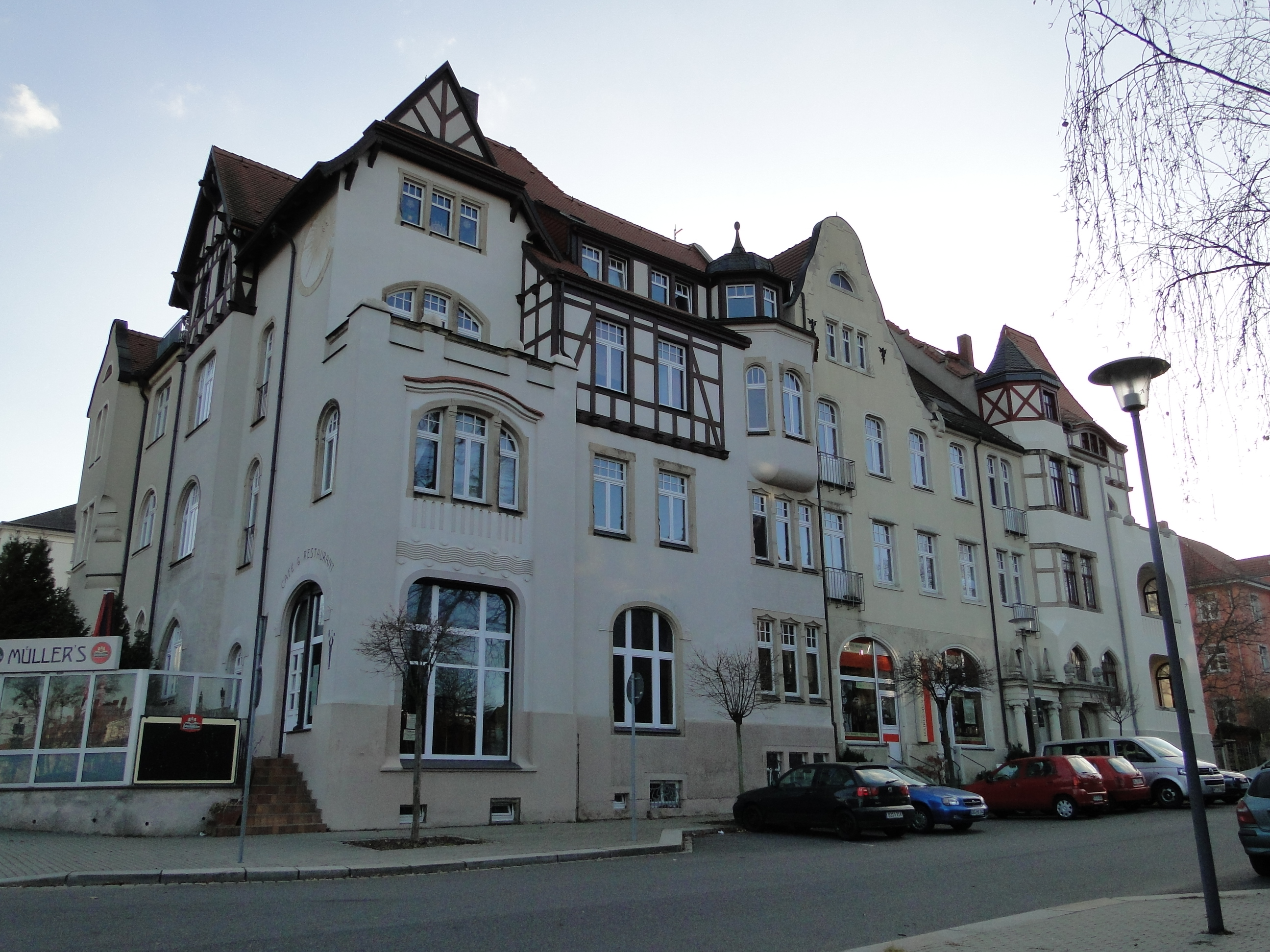
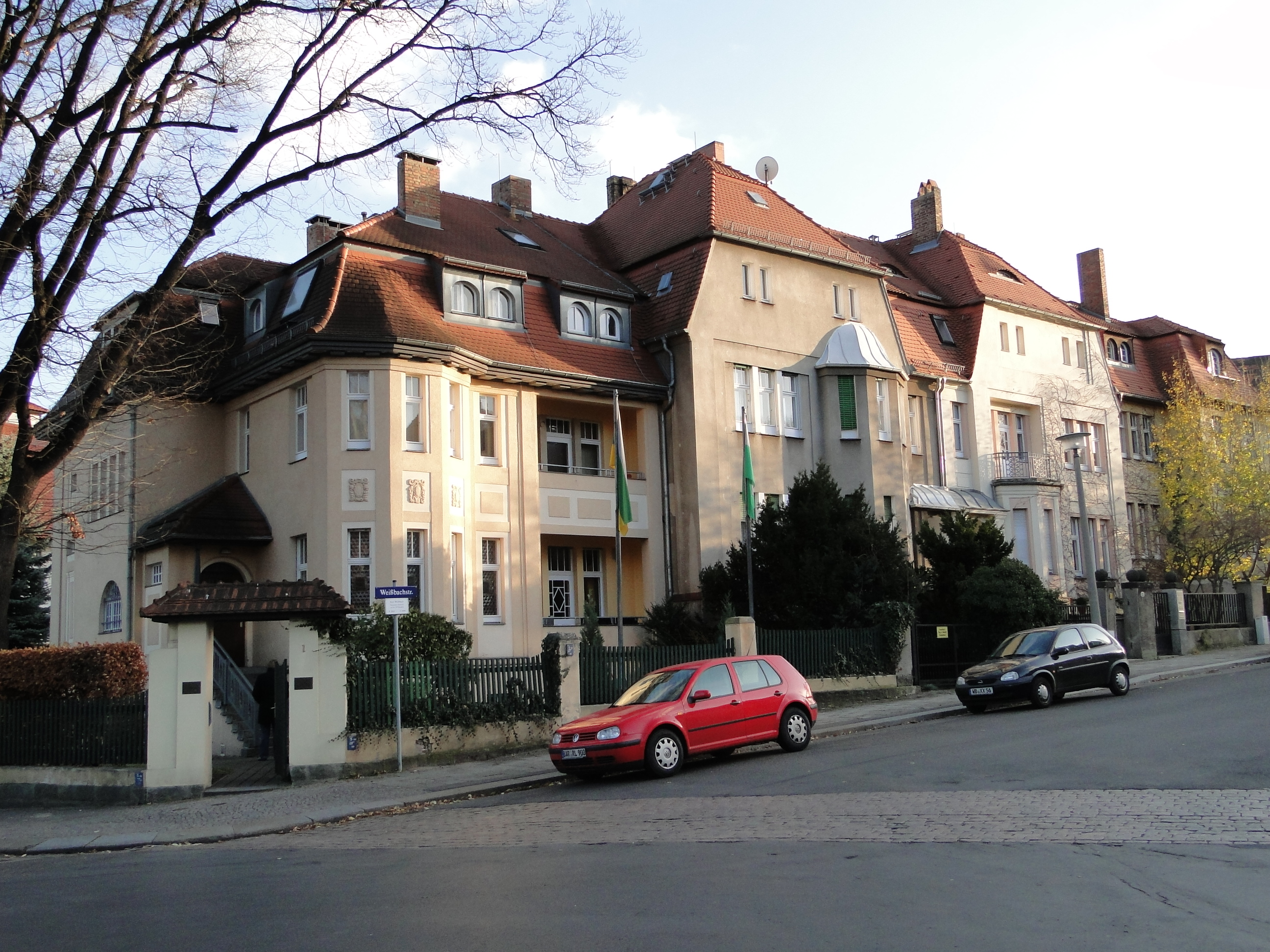
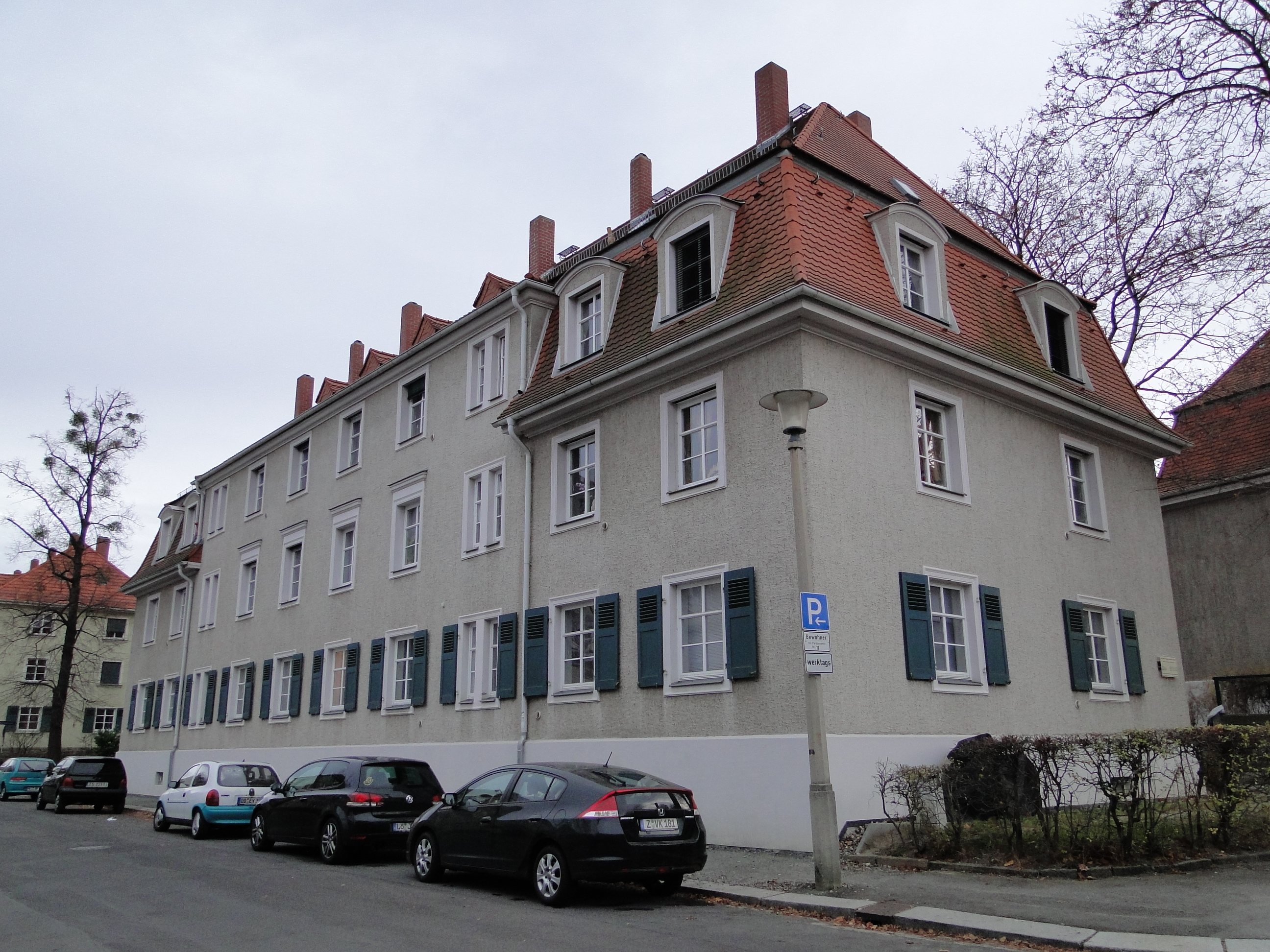
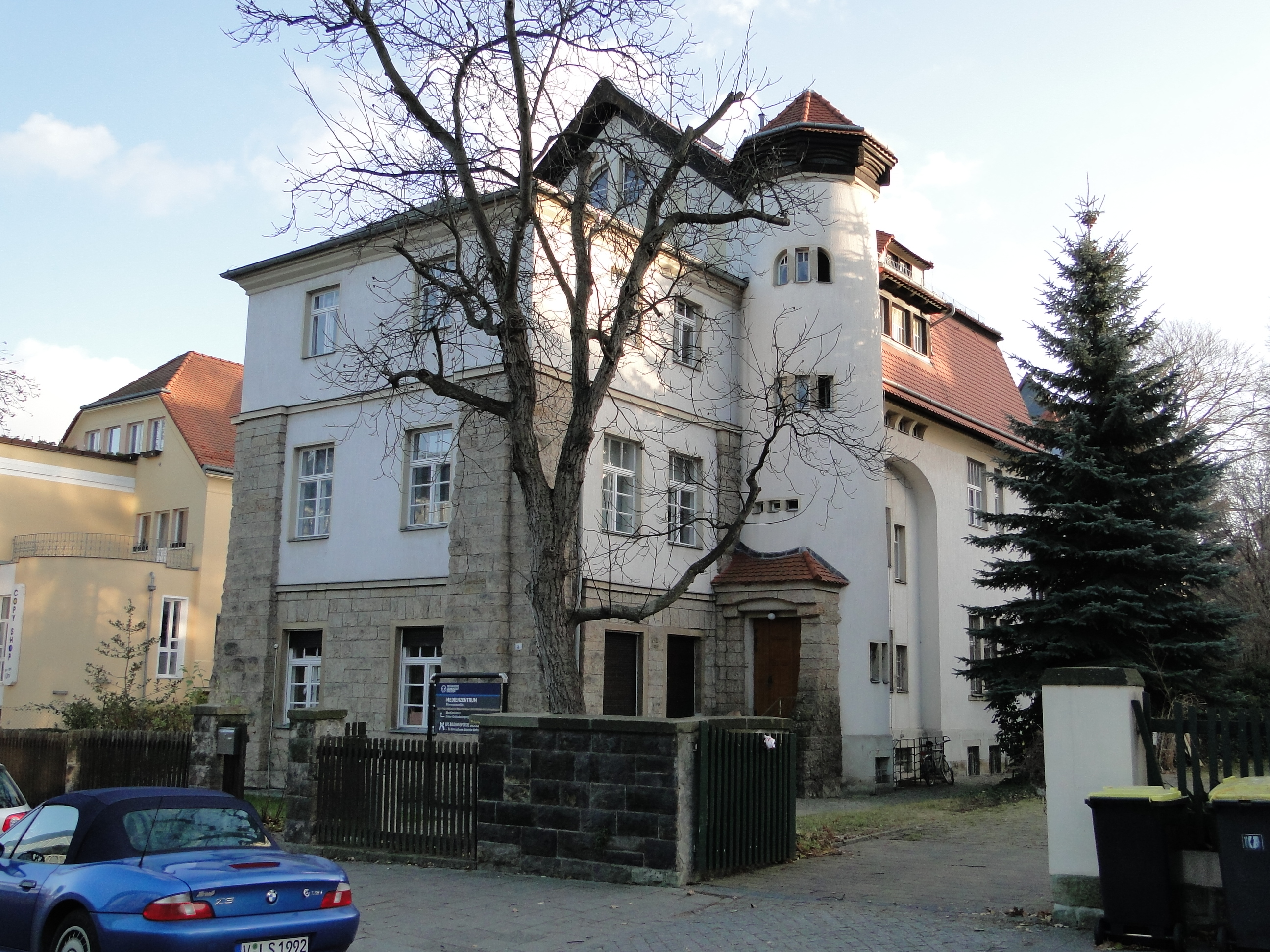